# Campeonato Sudamericano de Fútbol Sub-17 de 2019
El XVIII Campeonato Sudamericano Sub-17 de 2019 se llevó a cabo por cuarta vez en Perú, del 21 de marzo al 14 de abril.
El certamen otorgó 4 plazas para la Copa Mundial de Fútbol Sub-17 de 2019, la cual se jugó en el mes de noviembre en Brasil. Los jugadores elegibles para este torneo fueron nacidos a partir del 1 de enero de 2002, como se indica en el Reglamento del Sudamericano Sub-17, edición 2019, en el Artículo 6.11.3
A pesar del retiro de la organización de la copa mundial de la categoría por parte de la FIFA, Perú mantuvo la sede del Sudamericano sub-17.
Brasil, que originalmente no había clasificado a la Copa Mundial tras haber sido eliminado en la primera fase, terminó obteniendo una plaza a la copa mundial como anfitrión, luego de la confirmación de su sede por la comisión de la FIFA el 15 de marzo de 2019, tras la dimisión de Perú.
El campeón del torneo fue Argentina, que logró su cuarto título en esta categoría.

## Sede
El Estadio de la Universidad Nacional Mayor de San Marcos fue la única sede del Sudamericano Sub-17 que se disputó en Lima, Perú.
| Lima                                                   | Lima |
| ------------------------------------------------------ | ---- |
| Estadio de la UNMSM                                    | Lima |
|                                                        | Lima |
| Capacidad: 70 000 (permitida solo en tribunas: 33 000) | Lima |

## Equipos participantes
Participaron las diez selecciones nacionales de fútbol afiliadas a la Conmebol.
| Equipos participantes | Equipos participantes | Equipos participantes | Equipos participantes | Equipos participantes |
| --------------------- | --------------------- | --------------------- | --------------------- | --------------------- |
| Argentina             | Bolivia               | Brasil                | Chile                 | Colombia              |
| Ecuador               | Paraguay              | Perú                  | Uruguay               | Venezuela             |

### Sorteo
El sorteo de grupos se realizó el 27 de febrero de 2019 a las 12:00 (hora local) en el Auditorio Principal de la FPF en Lima.
Las pautas del sorteo, según detalló la Conmebol, confirmaron a la selección peruana (anfitriona) y a la selección de Brasil (campeón vigente), como las cabezas de serie, Grupo A y B, respectivamente.
Entre paréntesis se indica la posición de las selecciones en el Campeonato Sudamericano de 2017.
| Cabezas de serie     | Bombo 2                | Bombo 3                    | Bombo 4                 | Bombo 5                   |
| -------------------- | ---------------------- | -------------------------- | ----------------------- | ------------------------- |
| Perú (10) Brasil (1) | Chile (2) Paraguay (3) | Colombia (4) Venezuela (5) | Ecuador (6) Uruguay (7) | Argentina (8) Bolivia (9) |

## Árbitros
| - Argentina: Fernando Espinoza - Maximiliano del Yesso (asistente) - Pablo González (asistente) - Bolivia: Ivo Méndez - Reluy Vallejos (asistente) - Ariel Guizada (asistente) - Brasil: Rodolpho Toski - Fabricio Vilarinho (asistente) - Guilherme Camilo (asistente) - Chile: Cristian Garay - Alejandro Molina (asistente) - Claudio Urrutia (asistente) | - Colombia: Carlos Herrera - Sebastián Vela (asistente) - John Gallego (asistente) - Ecuador: Luis Quiroz - Franklin Congo (árbitro de apoyo) - Edwin Bravo (asistente) - Flavio Nall (asistente) - Paraguay: Mario Díaz de Vivar - Eduardo Cardozo (asistente) - Juan Zorrilla (asistente) | - Perú: Miguel Santivañez - Víctor Raez (asistente) - Coty Carrera (asistente) - Uruguay: Jonhatan Fuentes - Gabriel Popovits (asistente) - Richard Trinidad (asistente) - Venezuela: Jesús Valenzuela - Luis Murillo (asistente) - Elbis Gómez (asistente) |

## Primera fase
- Los horarios corresponden a la hora de Perú (UTC-5).

### Grupo A
| Equipo    | Pts | PJ | PG | PE | PP | GF | GC | Dif. |
| --------- | --- | -- | -- | -- | -- | -- | -- | ---- |
| Perú      | 8   | 4  | 2  | 2  | 0  | 5  | 1  | 4    |
| Chile     | 7   | 4  | 2  | 1  | 1  | 9  | 3  | 6    |
| Ecuador   | 7   | 4  | 2  | 1  | 1  | 5  | 5  | 0    |
| Venezuela | 5   | 4  | 1  | 2  | 1  | 6  | 7  | -1   |
| Bolivia   | 0   | 4  | 0  | 0  | 4  | 4  | 13 | -9   |

|  | Clasificado para el hexagonal final. |

| 21 de marzo de 2019, 17:10 | Venezuela | 1:1 (0:0) | Ecuador  | Estadio San Marcos, Lima |                          |
|                            | Peña 88'  | Reporte   | Vite 85' | Árbitro(s): Juan Benítez | Árbitro(s): Juan Benítez |

| 21 de marzo de 2019, 19:30 | Perú | 0:0     | Chile | Estadio San Marcos, Lima      |                               |
|                            |      | Reporte |       | Árbitro(s): Fernando Espinoza | Árbitro(s): Fernando Espinoza |

- Equipo libre:  Bolivia.

| 23 de marzo de 2019, 17:10 | Ecuador  | 1:0 (1:0) | Bolivia | Estadio San Marcos, Lima   |                            |
|                            | Mina 30' | Reporte   |         | Árbitro(s): Carlos Herrera | Árbitro(s): Carlos Herrera |

| 23 de marzo de 2019, 19:30 | Perú | 0:0     | Venezuela | Estadio San Marcos, Lima   |                            |
|                            |      | Reporte |           | Árbitro(s): Rodolpho Toski | Árbitro(s): Rodolpho Toski |

- Equipo libre:  Chile.

| 25 de marzo de 2019, 17:10 | Bolivia                                       | 3:5 (1:3) | Venezuela                                         | Estadio San Marcos, Lima   |                            |
|                            | Chura 45' (pen.) · Tome 67' (pen.) · Peña 80' | Reporte   | De Santis 6' 20' 77' · Ruggieri 35' · Carmona 70' | Árbitro(s): Andrés Matonte | Árbitro(s): Andrés Matonte |

| 25 de marzo de 2019, 19:30 | Ecuador            | 3:2 (1:2) | Chile                  | Estadio San Marcos, Lima |                          |
|                            | Mina 35' 66' 90+1' | Reporte   | Aravena 6' · Tapia 16' | Árbitro(s): Derlis López | Árbitro(s): Derlis López |

- Equipo libre:  Perú.

| 27 de marzo de 2019, 17:10 | Chile                              | 3:0 (3:0) | Venezuela | Estadio San Marcos, Lima      |                               |
|                            | Flores 26' · Rojas 31' · Tapia 39' | Reporte   |           | Árbitro(s): Fernando Espinoza | Árbitro(s): Fernando Espinoza |

| 27 de marzo de 2019, 19:30 | Perú                                       | 3:1 (1:0) | Bolivia   | Estadio San Marcos, Lima   |                            |
|                            | Figueroa 41' · Celi 64' (pen.) · Caipo 90' | Reporte   | Chura 48' | Árbitro(s): Carlos Herrera | Árbitro(s): Carlos Herrera |

- Equipo libre:  Ecuador.

| 29 de marzo de 2019, 17:10 | Bolivia | 0:4 (0:1) | Chile                                              | Estadio San Marcos, Lima         |                                  |
|                            |         | Reporte   | González 17' · Tati 58' · Belmar 71' · Rojas 90+1' | Árbitro(s): Juan Gabriel Benítez | Árbitro(s): Juan Gabriel Benítez |

| 29 de marzo de 2019, 19:30 | Perú                            | 2:0 (2:0) | Ecuador | Estadio San Marcos, Lima   |                            |
|                            | Pinto 10' (pen.) · Figueroa 23' | Reporte   |         | Árbitro(s): Rodolpho Toski | Árbitro(s): Rodolpho Toski |

- Equipo libre:  Venezuela.

### Grupo B
| Equipo    | Pts | PJ | PG | PE | PP | GF | GC | Dif. |
| --------- | --- | -- | -- | -- | -- | -- | -- | ---- |
| Uruguay   | 7   | 4  | 2  | 1  | 1  | 8  | 5  | 3    |
| Paraguay  | 7   | 4  | 2  | 1  | 1  | 8  | 7  | 1    |
| Argentina | 7   | 4  | 2  | 1  | 1  | 7  | 6  | 1    |
| Brasil    | 7   | 4  | 2  | 1  | 1  | 7  | 8  | -1   |
| Colombia  | 0   | 4  | 0  | 0  | 4  | 4  | 8  | -4   |

|  | Clasificado para el hexagonal final. |

| 22 de marzo de 2019, 17:10 | Uruguay                                | 3:0 (2:0) | Argentina | Estadio San Marcos, Lima   |                            |
|                            | Gutiérrez 2' · Olivera 5' · Ocampo 90' | Reporte   |           | Árbitro(s): Cristián Garay | Árbitro(s): Cristián Garay |

| 22 de marzo de 2019, 19:30 | Brasil                      | 3:2 (2:0) | Paraguay                       | Estadio San Marcos, Lima |                         |
|                            | Reinier 2' 37' · Peglow 84' | Reporte   | López 52' · Noguera 61' (pen.) | Árbitro(s): Luis Quiroz  | Árbitro(s): Luis Quiroz |

- Equipo libre:  Colombia.

| 24 de marzo de 2019, 17:10 | Argentina                    | 2:1 (1:0) | Colombia    | Estadio San Marcos, Lima |                          |
|                            | Fernández 45' · Zeballos 83' | Reporte   | Campaña 88' | Árbitro(s): Kevin Ortega | Árbitro(s): Kevin Ortega |

| 24 de marzo de 2019, 19:30 | Brasil            | 1:1 (0:0) | Uruguay    | Estadio San Marcos, Lima |                        |
|                            | Gabriel Veron 67' | Reporte   | Milans 84' | Árbitro(s): Ivo Méndez   | Árbitro(s): Ivo Méndez |

- Equipo libre:  Paraguay.

| 26 de marzo de 2019, 17:10 | Colombia         | 1:2 (1:2) | Uruguay                     | Estadio San Marcos, Lima   |                            |
|                            | Arroyo 6' (pen.) | Reporte   | Machado 15' · Cartagena 38' | Árbitro(s): Franklin Congo | Árbitro(s): Franklin Congo |

| 26 de marzo de 2019, 19:30 | Argentina                 | 2:2 (1:2) | Paraguay        | Estadio San Marcos, Lima  |                           |
|                            | Palacios 12' · Amione 78' | Reporte   | Peralta 18' 41' | Árbitro(s): Ángel Arteaga | Árbitro(s): Ángel Arteaga |

- Equipo libre:  Brasil.

| 28 de marzo de 2019, 17:10 | Paraguay                            | 3:2 (1:0) | Uruguay                    | Estadio San Marcos, Lima   |                            |
|                            | Duarte 8' · Peralta 55' · López 81' | Reporte   | Olivera 49' · Alaniz 90+3' | Árbitro(s): Cristian Garay | Árbitro(s): Cristian Garay |

| 28 de marzo de 2019, 19:30 | Brasil                                | 3:2 (1:0) | Colombia                  | Estadio San Marcos, Lima  |                           |
|                            | Patryck 44' · Reinier 59' · Henri 67' | Reporte   | Mosquera 53' · Cuesta 86' | Árbitro(s): Ángel Arteaga | Árbitro(s): Ángel Arteaga |

- Equipo libre:  Argentina.

| 30 de marzo de 2019, 17:10 | Colombia | 0:1 (0:0) | Paraguay   | Estadio San Marcos, Lima |                        |
|                            |          | Reporte   | Duarte 63' | Árbitro(s): Ivo Méndez   | Árbitro(s): Ivo Méndez |

| 30 de marzo de 2019, 19:30 | Brasil | 0:3 (0:1) | Argentina                                      | Estadio San Marcos, Lima |                         |
|                            |        | Reporte   | Godoy 36' (pen.) · Palacios 54' · Amione 90+2' | Árbitro(s): Luis Quiroz  | Árbitro(s): Luis Quiroz |

- Equipo libre:  Uruguay.

## Fase final
En esta fase jugaron las tres primeras selecciones de cada grupo en un hexagonal final, cuyas primeras cuatro selecciones se clasificaron directamente al mundial de fútbol de la categoría.

### Hexagonal final
| Equipo    | Pts | PJ | PG | PE | PP | GF | GC | Dif. |
| --------- | --- | -- | -- | -- | -- | -- | -- | ---- |
| Argentina | 10  | 5  | 3  | 1  | 1  | 7  | 4  | 3    |
| Chile     | 10  | 5  | 3  | 1  | 1  | 8  | 6  | 2    |
| Paraguay  | 6   | 5  | 1  | 3  | 1  | 5  | 6  | -1   |
| Ecuador   | 5   | 5  | 1  | 2  | 2  | 7  | 8  | -1   |
| Perú      | 5   | 5  | 1  | 2  | 2  | 6  | 8  | -2   |
| Uruguay   | 4   | 5  | 1  | 1  | 3  | 10 | 11 | -1   |

|  | Clasificado para la Copa Mundial de Fútbol Sub-17 de 2019 |

| 2 de abril de 2019, 16:30 | Chile       | 1:0 (0:0) | Ecuador | Estadio San Marcos, Lima |                        |
|                           | Aravena 80' | Reporte   |         | Árbitro(s): Ivo Méndez   | Árbitro(s): Ivo Méndez |

| 2 de abril de 2019, 18:50 | Uruguay                  | 2:2 (2:2) | Paraguay                   | Estadio San Marcos, Lima   |                            |
|                           | Gutiérrez 11' · Siri 22' | Reporte   | Presentado 7' · Colmán 12' | Árbitro(s): Rodolpho Toski | Árbitro(s): Rodolpho Toski |

| 2 de abril de 2019, 21:10 | Perú | 0:0     | Argentina | Estadio San Marcos, Lima  |                           |
|                           |      | Reporte |           | Árbitro(s): Nicolás Gallo | Árbitro(s): Nicolás Gallo |

| 5 de abril de 2019, 16:30 | Paraguay   | 1:1 (0:1) | Ecuador   | Estadio San Marcos, Lima   |                            |
|                           | Ovelar 70' | Reporte   | Plúas 43' | Árbitro(s): Carlos Herrera | Árbitro(s): Carlos Herrera |

| 5 de abril de 2019, 18:50 | Uruguay | 0:1 (0:0) | Argentina  | Estadio San Marcos, Lima |                       |
|                           |         | Reporte   | Sforza 46' | Árbitro(s): Juan Soto    | Árbitro(s): Juan Soto |

| 5 de abril de 2019, 21:10 | Perú                    | 2:3 (0:3) | Chile                                      | Estadio San Marcos, Lima    |                             |
|                           | Celi 54' · Figueroa 57' | Reporte   | Aravena 16' (pen.) · Tapia 35' · Rojas 45' | Árbitro(s): Bráulio Machado | Árbitro(s): Bráulio Machado |

| 8 de abril de 2019, 16:30 | Chile | 0:2 (0:2) | Argentina           | Estadio San Marcos, Lima |                         |
|                           |       | Reporte   | Godoy 1' 38' (pen.) | Árbitro(s): Juan García  | Árbitro(s): Juan García |

| 8 de abril de 2019, 18:50 | Uruguay                                  | 4:1 (1:1) | Ecuador  | Estadio San Marcos, Lima   |                            |
|                           | Arezo 45+3' 48' 58' · Delgado 68' (a.g.) | Reporte   | Vite 11' | Árbitro(s): Rodolpho Toski | Árbitro(s): Rodolpho Toski |

| 8 de abril de 2019, 21:10 | Perú | 0:2 (0:1) | Paraguay                   | Estadio San Marcos, Lima  |                           |
|                           |      | Reporte   | Presentado 8' · Ovelar 49' | Árbitro(s): Ángel Arteaga | Árbitro(s): Ángel Arteaga |

| 11 de abril de 2019, 16:30 | Paraguay | 0:3 (0:2) | Argentina                                         | Estadio San Marcos, Lima    |                             |
|                            |          | Reporte   | Krilanovich 22' · Medina 41' (pen.) · Velasco 85' | Árbitro(s): Bráulio Machado | Árbitro(s): Bráulio Machado |

| 11 de abril de 2019, 18:50 | Uruguay                 | 2:4 (2:0) | Chile                                     | Estadio San Marcos, Lima |                       |
|                            | Arezo 18' · Olivera 19' | Reporte   | Rojas 60' · Osses 64' 90+3' · Aravena 88' | Árbitro(s): Juan Soto    | Árbitro(s): Juan Soto |

| 11 de abril de 2019, 21:10 | Perú     | 1:1 (0:1) | Ecuador     | Estadio San Marcos, Lima  |                           |
|                            | Celi 53' | Reporte   | Mercado 22' | Árbitro(s): Nicolás Gallo | Árbitro(s): Nicolás Gallo |

| 14 de abril de 2019, 16:30 | Perú                                        | 3:2 (1:1) | Uruguay                  | Estadio San Marcos, Lima   |                            |
|                            | Pinto 42' (pen.) 48' (pen.) · Llontop 90+3' | Reporte   | Arezo 8' · Juambeltz 86' | Árbitro(s): Rodolpho Toski | Árbitro(s): Rodolpho Toski |

| 14 de abril de 2019, 18:50 | Chile | 0:0     | Paraguay | Estadio San Marcos, Lima   |                            |
|                            |       | Reporte |          | Árbitro(s): Carlos Herrera | Árbitro(s): Carlos Herrera |

| 14 de abril de 2019, 21:10 | Ecuador                                       | 4:1 (0:0) | Argentina    | Estadio San Marcos, Lima  |                           |
|                            | Mina 59' (pen.) 65' · Mercado 64' · Mejía 76' | Reporte   | Palacios 48' | Árbitro(s): Ángel Arteaga | Árbitro(s): Ángel Arteaga |

|                              |
| Bandera de Argentina         |
| Campeón Argentina 4.º título |

## Clasificados a la Copa Mundial Sub-17 Brasil 2019
| Bandera de Brasil | Bandera de Argentina | Bandera de Chile | Bandera de Paraguay | Bandera de Ecuador |
| Brasil            | Argentina            | Chile            | Paraguay            | Ecuador            |
| Anfitrión         | Campeón              | Subcampeón       | Tercer puesto       | Cuarto puesto      |
| ----------------- | -------------------- | ---------------- | ------------------- | ------------------ |

## Estadísticas

### Tabla general
| Pos. | Equipo    | Pts | PJ | PG | PE | PP | GF | GC | Dif | Rend. |
| ---- | --------- | --- | -- | -- | -- | -- | -- | -- | --- | ----- |
| 1    | Argentina | 17  | 9  | 5  | 2  | 2  | 14 | 10 | 4   | 63%   |
| 2    | Chile     | 17  | 9  | 5  | 2  | 2  | 17 | 9  | 8   | 63%   |
| 3    | Paraguay  | 13  | 9  | 3  | 4  | 2  | 13 | 13 | 0   | 48%   |
| 4    | Ecuador   | 12  | 9  | 3  | 3  | 3  | 12 | 13 | -1  | 44%   |
| 5    | Perú      | 13  | 9  | 3  | 4  | 2  | 11 | 9  | 2   | 48%   |
| 6    | Uruguay   | 11  | 9  | 3  | 2  | 4  | 18 | 16 | 2   | 41%   |
| 7    | Brasil    | 7   | 4  | 2  | 1  | 1  | 7  | 8  | -1  | 58%   |
| 8    | Venezuela | 5   | 4  | 1  | 2  | 1  | 6  | 7  | -1  | 42%   |
| 9    | Colombia  | 0   | 4  | 0  | 0  | 4  | 4  | 8  | -4  | 0%    |
| 10   | Bolivia   | 0   | 4  | 0  | 0  | 4  | 4  | 13 | -9  | 0%    |

### Goleadores
| Jugador           | Selección | Goles |
| ----------------- | --------- | ----- |
| Johan Mina        | Ecuador   | 6     |
| Matías Arezo      | Uruguay   | 5     |
| Alexander Aravena | Chile     | 4     |
| Luis Rojas        | Chile     | 4     |
| Matías Godoy      | Argentina | 3     |
| Matías Palacios   | Argentina | 3     |
| Reinier           | Brasil    | 3     |
| Gonzalo Tapia     | Chile     | 3     |
| Fabrizio Peralta  | Paraguay  | 3     |
| Yuriel Celi       | Perú      | 3     |
| Nicolás Figueroa  | Perú      | 3     |
| Óscar Pinto       | Perú      | 3     |
| Cristian Olivera  | Uruguay   | 3     |
| Jeriel De Santis  | Venezuela | 3     |

## Cobertura mediática

### Televisión
- Perú: Movistar Deportes (todos los partidos) y Latina Televisión (solo los partidos de la selección peruana)

#### Otros países
- Argentina: TyC Sports y TyC Sports 2
- Bolivia: Bolivia TV y Cotas Cable Tv
- Brasil: SporTV y Premiere
- Chile: Canal 13
- Colombia: Caracol HD2
- Ecuador: Gol TV,
- Paraguay: RPC, Unicanal.
- Uruguay: VTV y VTV+.
- Venezuela: La Tele Tuya